# Paco Lagerstrom
Paco Axel Lagerstrom (Oskarshamn, 1914 — Pasadena, 16 de fevereiro de 1989) foi um matemático e engenheiro aeronáutico sueco.